# Wallace i Gromit: Wściekłe gacie
Wściekłe gacie – angielski krótkometrażowy film animowany Nicka Parka z 1993 roku wyprodukowany przez wytwórnię Aardman Animations. Drugi z kolei film o przygodach Wallace’a i Gromita.

## Opis fabuły
Wallace, aby zdobyć pieniądze na spłatę rachunków, wynajmuje pokój sublokatorowi - na pozór sympatycznemu pingwinowi, a w rzeczywistości groźnemu przestępcy. Postanawia on użyć tytułowych gaci, podarowanych Gromitowi przez właściciela jako prezent urodzinowy, do obrabowania muzeum.

## Wersja polska
Wersja polska: Master Film

Dialogi: Elżbieta Kowalska

Reżyser: Ilona Kuśmierska

Montaż: Paweł Siwiec

Dźwięk: Sławomir Pietrzykowski

Kierownik produkcji: Ewa Chmielewska

Wystąpili:
- Krzysztof Kowalewski - Wallace
- Jacek Brzostyński - lektor